# Musée de l'air et de l'espace
Il Musée de l'air et de l'espace (francese:  Museo dell'aria e dello spazio, noto anche come MAE) del Bourget, è il più importante museo aeronautico di Francia e uno dei più grandi al mondo. Espone velivoli civili e militari nazionali o che hanno fatto parte delle compagnie aeree o dell'aviazione militare francese. Interessanti sono i numerosi prototipi legati all'aeronautica francese.
Occupa una parte dell'aeroporto di Parigi-Le Bourget e comprende, oltre ad un Boeing 747 visitabile, anche due modelli di Concorde e varie sezioni dedicate alla storia del volo, civile e militare.
SPAD 7 1916

## Aeromobili in mostra
Farman F.60 Goliath